# 西東京市立明保中学校
西東京市立明保中学校（にしとうきょうしりつ めいほうちゅうがっこう）は、東京都西東京市東町にある公立中学校。

## 制服
紺色のブレザーを標準服として使用。夏期には半袖ワイシャツを着用することも可。
肌着は必ず着用。
ジェンダーレスとして、女子生徒がズボンを着用することも校則で認められた。

## 通称
"明保中"や"明保"と略称で呼ばれることが多い。
なお、”めいほちゅう”と読む人がいるが正しくは”めいほうちゅう”である。

## 部活動

### 運動部
- 野球部
- サッカー部
- 男子卓球部
- 女子ソフトテニス部

(令和4年度より男子部員募集開始)
- 女子バレー部
- 女子バスケットボール部

(令和4年度より男子部員募集開始)
- バドミントン部
- 剣道部

### 文化部
- コンピューター部
- 美術部
- 音楽部
- ボランティア部

## アクセス
- 西武池袋線保谷駅から徒歩10分。
- 西武新宿線東伏見駅から徒歩20分もしくは西東京市コミュニティバスにて文理台公園停留所下車後、徒歩1分。